# Crocifissione (Grechetto)
La Crocifissione è un dipinto a tempera su carta incollata su tela di Giovanni Benedetto Castiglione detto il Grechetto. L'opera è attualmente conservata ai Musei di Strada Nuova a Genova

## Storia
Questo piccolo dipinto viene citato per la prima volta nell'inventario dei quadri di Gio. Francesco I Brignole-Sale redatto entro il 1648. Nel corso del Settecento non risulta esposto nella dimora di famiglia: Palazzo Rosso sito in Strada Nuova (oggi via Garibaldi). Probabilmente a seguito delle varie vicende ereditarie, fu trasferito in un'altra residenza imprecisata m sempre di proprietà dei Brignole-Sale. Torna ad essere menzionato nella residenza in Strada Nuova nell'inventario di Ridolfo II, steso dopo la sua morte intorno al 1800. Il dipinto rimarrà a Palazzo Rosso fino al momento della donazione dell’edificio stesso al Comune di Genova da parte della duchessa di Galliera, Maria Brignole-Sale, nel 1874. La tela fa parte del nucleo di opere che la duchessa tenne per se al momento della donazione, venne infatti spostata a Palazzo De Ferrari fino all'anno della sua morte avvenuta nel 1888. Nel 1889, grazie al legato della nobildonna, entrò a far parte delle collezioni civiche genovesi.

## Descrizione
Le figure, poste in una composizione diagonale, si stagliano su di uno spazio indefinito. Sulla sinistra è raffigurato Cristo crocifisso che spigiona dal capo una luce abbagliante. In basso a destra la Madonna, travolta dal dolore, viene sorretta da San Giovanni e da un angelo che spunta sulla destra. Ai piedi della croce è inginocchiata la Maddalena con accanto un catino ed una canna. Nonostante negli inventari venga definito "machia", ovvero bozzetto, non sono note opere di grande formato riconducibili a questo dipinto specifico né ad altre versioni dello stesso tema realizzate da Grechetto. Questa piccola Crocifissione è infatti una delle redazioni più riuscite di una vasta serie di opere con la stessa iconografia, realizzate dal pittore genovese durante gli ultimi anni di attività. Grechetto sperimenta diverse tecniche: disegno, pittura a olio su carta e incollata su tela o su tavola, olio su tela e monotipo. Nelle diverse varianti del soggetto l'artista prende a modello un'incisione di Rembrandt databile al 1634. La tecnica utilizzata da Grechetto in questo dipinto, caratterizzata da piccoli tocchi di colore, crea forme scomposte che emergono dal fondo con grande immediatezza riflettendo l'interesse dell'artista per il procedimento del monotipo (una stampa da unica lastra in cui l'artista dipinge con inchiostro a pennello e ottiene luci e sfumature tramite l'asportazione del colore).